# Erik Jan Kooiman
Erik Jan Kooiman (Ammerstol, 28 de junio de 1986) es un deportista neerlandés que compitió en patinaje de velocidad sobre hielo. Ganó dos medallas en el Campeonato Mundial de Patinaje de Velocidad sobre Hielo en Distancia Individual, plata en 2015 y bronce en 2016.

## Palmarés internacional
| Campeonato Mundial en Distancia Individual | Campeonato Mundial en Distancia Individual | Campeonato Mundial en Distancia Individual | Campeonato Mundial en Distancia Individual |
| Año                                        | Lugar                                      | Medalla                                    | Prueba                                     |
| ------------------------------------------ | ------------------------------------------ | ------------------------------------------ | ------------------------------------------ |
| 2015                                       | Heerenveen (Países Bajos)                  | Medalla de plata                           | 10 000 m                                   |
| 2016                                       | Kolomna (Rusia)                            | Medalla de bronce                          | 10 000 m                                   |